# Acontia antica
Acontia antica är en fjärilsart som beskrevs av Walker 1862. Acontia antica ingår i släktet Acontia och familjen nattflyn. Inga underarter finns listade i Catalogue of Life.